# Паралија Елеохориу
Паралија Елеохориу (грч. Παραλία Ελαιοχωρίου) је приморско насељено место у  општини Кушница у периферији Источна Македонија и Тракија, Грчка. Према попису из 2021. године било је 17 становника. Води се као посебно насеље од 2001. године.